# Ewerolimus
Ewerolimus, RAD-001 – syntetyczny organiczny związek chemiczny, pochodna sirolimusu (rapamycyny) o podobnym działaniu, opierającym się na inhibicji kinazy mTOR. Ewerolimus znajduje zastosowanie w transplantologii jako lek immunosupresyjny stosowany w zapobieganiu odrzucania przeszczepu. Stosowany jest również w onkologii.

## Mechanizm działania
Ewerolimus jest inhibitorem sygnału proliferacji, co oznacza, że prowadzi do zatrzymania komórek w fazie G1 cyklu komórkowego. Działając na limfocyty prowadzi do zahamowania ich proliferacji i ekspansji klonalnej. Na poziomie komórki mechanizm działania opiera się na inhibicji białka kinazy mTOR (FRAP), mającego wpływ na procesy wzrostu i proliferacji komórek. Ewerolimus, podobnie jak sirolimus, wiąże się z białkiem FRAP-12 tworząc kompleks hamujący kinazę mTOR. Ewerolimus działa na proliferację komórek stymulowaną czynnikami wzrostu, w tym miocytów gładkich ściany naczyń krwionośnych.

## Farmakokinetyka
Po podaniu doustnym Tmax wynosi 1-2 godziny, a dostępność biologiczna oceniana jest na około 90%. Pokarm wpływa na wchłanianie leku. Ewerolimus jest metabolizowany na drodze monohydroksylacji i O-dealkilacji, a powstałe metabolity przypuszczalnie nie posiadają aktywności biologicznej. Metabolity wydalane są głównie z kałem i, w mniejszym stopniu, z moczem.

## Wskazania
Badania wykazały skuteczność leku w zapobieganiu przewlekłej waskulopatii po przeszczepie serca. Stosowany jest również w stentach naczyniowych. Ewerolimus w porównaniu z sirolimusem ma większą biodostępność i krótszy okres półtrwania; działa synergistycznie z cyklosporyną A, co pozwala na zmniejszenie dawki CsA przy zachowanej skuteczności w zapobieganiu ostremu odrzucaniu przeszczepu nerki.
W 2012 roku ewerolimus został zarejestrowany do leczenia zaawansowanego hormonozależnego HER2- raka piersi, u kobiet po menopauzie. Badanie kliniczne BOLERO-2, w oparciu o które lek został dopuszczony do obrotu wykazało, że leczenie preparatem ewerolimus w połączeniu z eksemestanem ponad dwukrotnie wydłużyło czas wolny od progresji w porównaniu do eksemestanu stosowanego w monoterapii. Do innych wskazań onkologicznych należą nieoperacyjne lub z przerzutami wysoko lub średnio zróżnicowane nowotwory neuroendokrynne trzustki oraz zaawansowany rak nerkowokomórkowy,
jeżeli postęp choroby nastąpił w trakcie lub po przebytej terapii anty-VEGF.

## Interakcje z innymi lekami i pokarmami
Proces wchłaniania i wydalania ewerolimusu może ulec zaburzeniu przez leki wpływające na CYP3A4 lub glikoproteinę P. Nie należy równolegle podawać silnie działających inhibitorów lub induktorów CYP3A4. Cyklosporyna zwiększa istotnie dostępność biologiczną leku, dlatego zmiany dawkowania cyklosporyny wymagają korekty dawkowania ewerolimusu. Ryfampicyna przyspiesza wydalanie leku i nie zaleca się jej jednoczesnego stosowania z ewerolimusem. Nie stwierdzono interakcji z atorwastatyną i prawastatyną. Ponieważ grejpfruty i sok grejpfrutowy wpływają na aktywność CYP3A4, nie należy ich spożywać w trakcie stosowania leku.

## Działania niepożądane
Bardzo częstymi działaniami niepożądanymi są:
- leukopenia
- hipercholesterolemia
- hiperlipidemia.

Częstymi działaniami niepożądanymi są:
- zakażenia wirusowe
- zakażenia bakteryjne
- zakażenia grzybicze
- posocznica
- małopłytkowość
- niedokrwistość
- koagulopatia
- zespół hemolityczno-mocznicowy
- hipertriglicerydemia
- nadciśnienie tętnicze
- torbiel limfatyczna u chorych po przeszczepieniu nerki
- zakrzepy żylne z zatorami
- zapalenie płuc
- ból brzucha
- biegunka
- nudności
- wymioty
- trądzik
- powikłania ran chirurgicznych
- zakażenia układu moczowego
- obrzęk
- ból[1].